# Natalie Ackermann

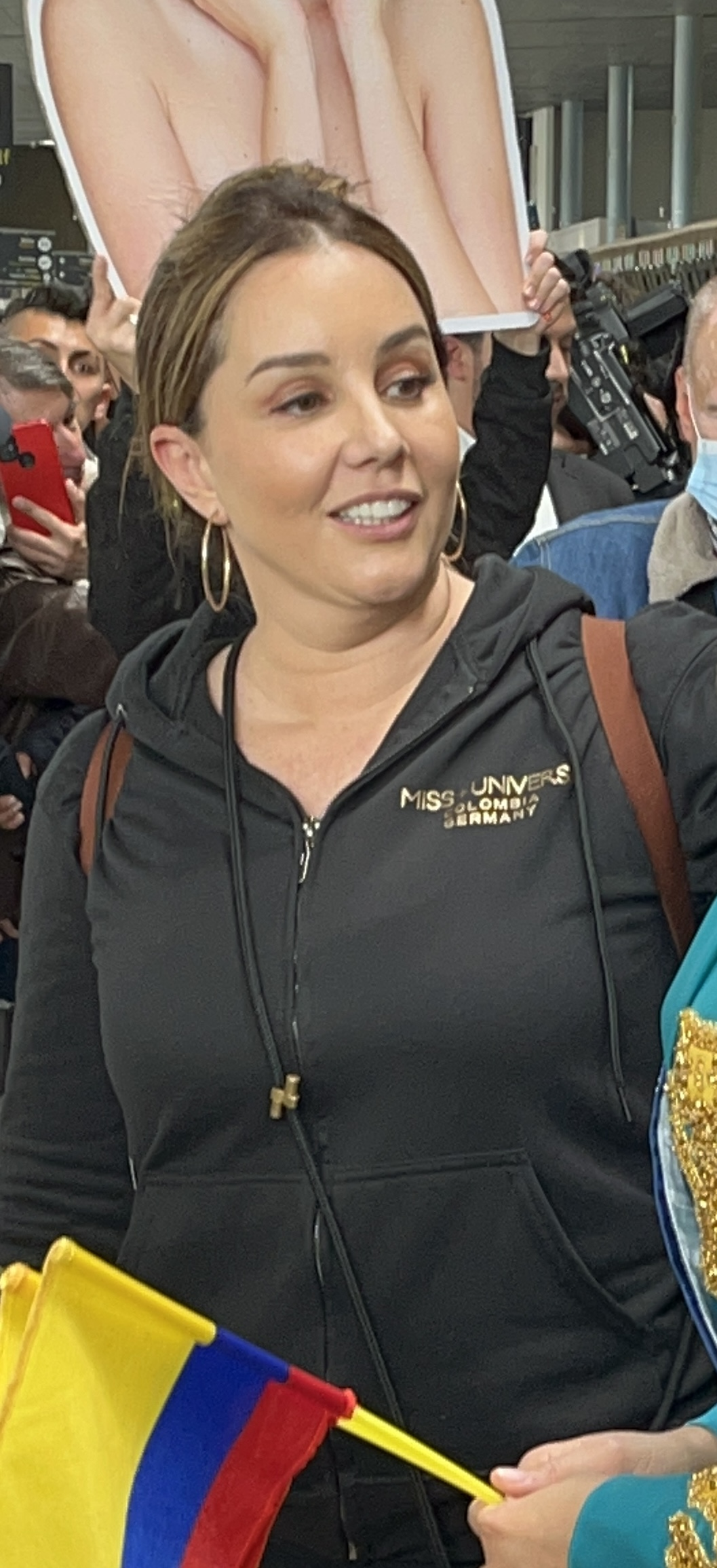
Natalie Ackermann (2023)

Natalie Ackermann (* 16. April 1980 in Düsseldorf) ist eine deutsche Schauspielerin, Moderatorin und ehemalige Schönheitskönigin.

## Leben
Natalie Ackermann stammt aus dem Rheinland. Ihr Vater Rudolf Ackermann ist Deutscher, ihre Mutter kommt aus Barranquilla, Kolumbien. In Düsseldorf geboren, wuchs sie im Meerbuscher Stadtteil Büderich zweisprachig mit Deutsch und Spanisch als Muttersprache auf. Als Jugendliche zog sie mit ihrem Bruder nach Spanien; später lebten beide mit ihrer Mutter in Barranquilla an der kolumbianischen Karibikküste. Dort gewann sie 2000 in einem regionalen Schönheitswettbewerb den Titel der „Señorita Atlántico“.
2006 wurde sie zur Miss Universe Germany gewählt; zuvor hatte sie die Wahl zur Miss Nordrhein-Westfalen gewonnen und sich für den Miss-Deutschland-Wettbewerb qualifiziert. Nach der Wahl zur Miss Nordrhein-Westfalen brach Ackermann, die ursprünglich Ärztin werden wollte, 2006 ihr Medizinstudium an der Heinrich-Heine-Universität in Düsseldorf ab, um sich einer Tätigkeit als Model und ihrer Schauspielkarriere zu widmen. Sie vertrat Deutschland bei der Wahl zur Miss Universe in Los Angeles, schaffte es jedoch nicht in das Finale der besten 10 Teilnehmerinnen. Sie kam auf Platz 21. 2007 vertrat sie Deutschland noch bei der Wahl zur Miss Intercontinental auf den Bahamas und erreichte Platz 3. Jobangebote als Model und Schauspielerin blieben in Deutschland jedoch aus.
Sie ging daraufhin nach Südamerika, wo sie für den Fernsehsender Azteca TV als Moderatorin arbeitete. Sie moderierte u. a. die Fernsehshow „Al Extremo“ und die Fernsehsendung „Juntas ni difuntas“, in der sie Politiker, Sportler und Schauspieler interviewte.
Ackermann ist auch als Schauspielerin tätig. Sie nahm Schauspielunterricht in Bogotá. Ihre Schauspielkarriere begann mit einer Nebenrolle in der erfolgreichen kolumbianischen Telenovela Betty, la fea (Betty, die Hässliche), die unter dem Titel Verliebt in Berlin auch für das deutsche Fernsehen adaptiert wurde. In der Soap Nuevo rico, nuevo pobre (2007/2008) übernahm sie die Rolle der Fabia Schultz. Sie verkörperte eine arglistige Liebhaberin österreichisch-kolumbianischer Herkunft, die eine Intrige spinnt. In dem kolumbianischen Kinofilm Este huele mal hatte sie eine kleine Rolle. 2009 spielte sie die Hauptrolle in dem mexikanischen Spielfilm Más allá del deber („Hinter der Schuld“). 2010 gab sie als Forensikerin Dr. Nichols in dem Horrorfilm The Tenant ihr Hollywood-Debüt.

## Filmografie
- 2007: Este huele mal (Kinofilm; Kolumbien)
- 2007–2008: Nuevo rico, nuevo pobre (Soap; Kolumbien)
- 2009: Más allá del deber (Kinofilm; Mexiko)
- 2010: The Tenant (Kinofilm; USA)